# Eois mictographa
Eois mictographa là một loài bướm đêm trong họ Geometridae.